# USS Benfold (DDG-65)
USS Benfold (DDG-65) je torpédoborec Námořnictva Spojených států amerických třídy Arleigh Burke. Je patnáctou postavenou jednotkou své třídy. Postaven byl v letech 1993–1996 loděnicí Ingalls Shipbuilding ve městě Pascagoula ve státě Mississippi. Torpédoborec byl objednán v roce 1991, dne 27. září 1993 byla zahájena jeho stavba, hotový trup byl spuštěn na vodu 9. listopadu 1994 a 30. března 1996 byl zařazen do služby.

## Služba

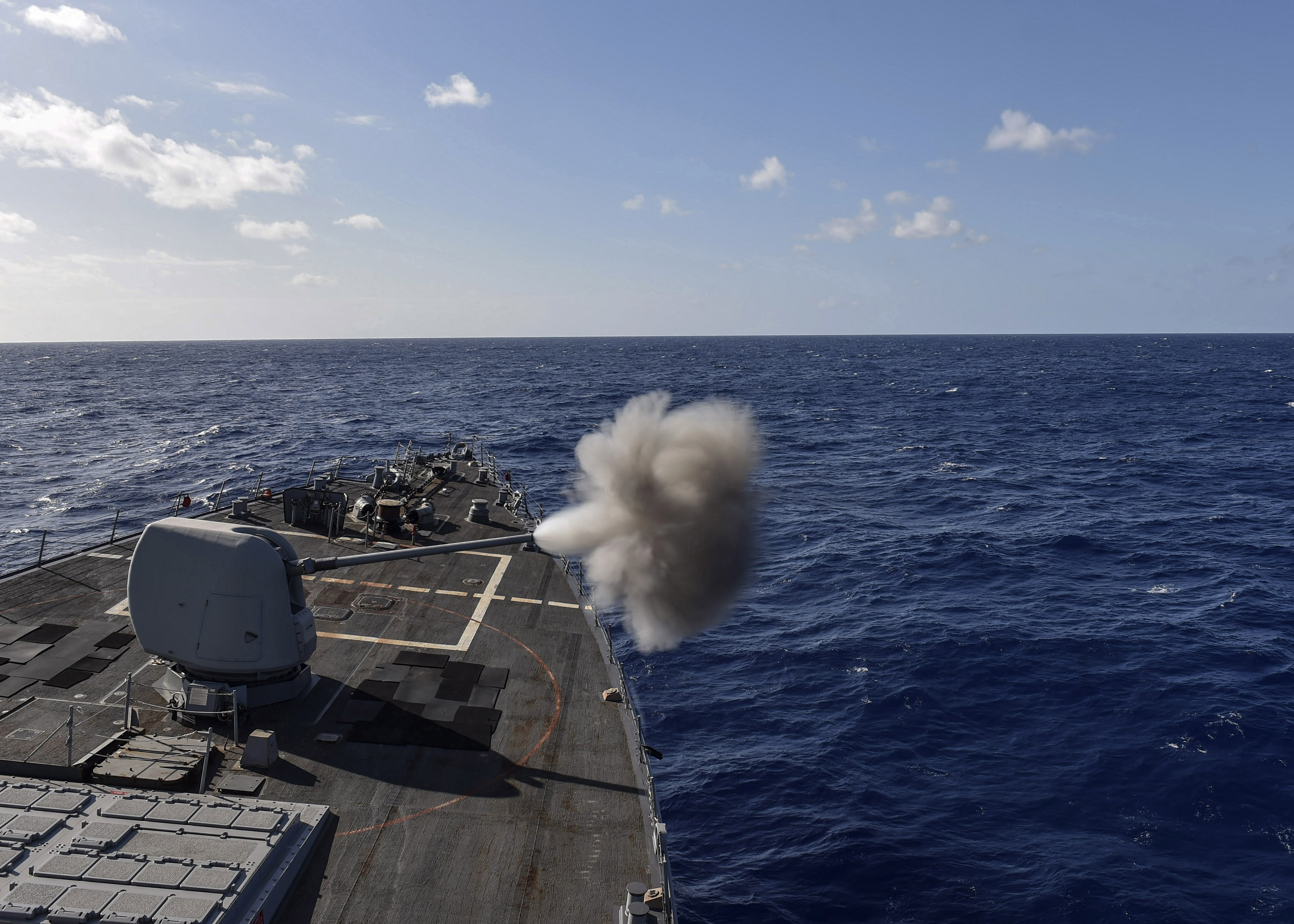
127mm lodní kanón Mk 45 při palbě

První nasazení prodělal od srpna 1997 v rámci bojové skupiny letadlové lodě USS Nimitz. Nasazení ukončil v únoru 1998. Druhé nasazení proběhlo od června do prosince 1999 v bojové skupině letadlové lodě USS Constellation. Třetí nasazení proběhlo od března do září 2001.